# 五十嵐めぐみ
五十嵐 めぐみ（いがらし めぐみ、1954年9月18日 - ）は、日本の女優。本名、岡 恵実（おか めぐみ）。旧姓、平松。
名古屋市東区出身。所属事務所は愛企画。身長167cm、B85cm、W60cm、H90cm（1976年7月）。

## 経歴
実家は当初印刷会社を経営し、後に喫茶店を営んでいた。
愛知淑徳高校に入学し、演劇部に入部。最初はほんの軽い気持ちで入ったというが、直ぐに演劇の魅力に取り付かれたという。高校卒業後上京し、喫茶店等で働きながら松浦竹夫付属演劇研究所で演技の基礎を学ぶ。
TBSのポーラテレビ小説『さかなちゃん』のヒロイン役が五十嵐めぐみとしてのデビュー作であるが、それ以前には森田めぐみの芸名で活動。森田時代には少年課刑事を主人公とするTBSドラマ『甘ったれるな』に婦人警官役でレギュラー出演したり、東映のプログラムピクチャー2本（『暴力金脈』『強盗放火殺人囚』）にも端役で出演している。
当時の女優としては168cmと背が高く、そのスリムな体形とボーイッシュな魅力が個性となっていた。また、雑誌『GORO』（1983年6月23日号)・『週刊プレイボーイ』（1975年9月2日号、1977年1月11日号）などの雑誌にてヌードを披露したこともあるが、「江戸川乱歩の美女シリーズ」ではついに脱ぐことはなかった。
五十嵐めぐみとなってからは、映画では三浦友和主演の『残照』、中村雅俊主演の『坊ちゃん』に脇役で出演したが、1983年の『せんせい』で初の（今のところ唯一の）主役を演じた。
結婚引退前の映画出演は他に、萬田久子のデビュー作『夏の別れ』がある。
1983年、仕事がきっかけで交際していたカメラマンのケン影岡（本名：岡紀彦（おか のりひこ））と結婚し引退。10歳以上年の離れた相手との結婚であったことや、仕事も順調であったことから家族、所属事務所ともに大反対されたが信念を通した。しかし、1988年5月に夫が癌で死去したことをきっかけに、女優に復帰した。
復帰後はテレビドラマや商業演劇の舞台、バラエティなどにもコンスタントに出演。当初は年齢の割りに固さが目立ったが、現在は若い頃の面影を残す容姿をたもった女優として活動中。また『徹子の部屋』に出演し、長男がLD（学習障害）であることを告白した（徹子の部屋には、その後2度出演）。のちに自らの半生を綴った「ありのままで」を出版。前後して、長男の育児の経験をもとにした講演活動も積極的に行っている。

## エピソード
- 五十嵐姓は母方の姓であることを自伝で告白している（幼少時に両親が離婚しているが、父親の籍に残っていた）。
- 森田めぐみ時代に出演した東映作品は松方弘樹主演の『暴力金脈』（共演：小沢栄太郎）と『強盗放火殺人囚』（共演：若山富三郎）で、いずれも短いシーンであるがヌードになっており、お色気担当としての起用であった
- ポーラテレビ小説「さかなちゃん」のオーディションの直前にＮＨＫ朝の連続テレビ小説「火の国に」のオーディションにも参加しており主人公役の最終選考まで残っている。
- 「さかなちゃん」の主役オーディションでは末次美紗緒と二人に絞られ五十嵐が選ばれた。末次は同ドラマで主人公の姉役で出演している。
- 『週刊プレイボーイ』では2度ヌードグラビアで登場しているが、2度目の写真素材は森田めぐみ時代に撮影されたものであり、「さかなちゃん」主演で人気者となったことにより、再度掲載された（このことは当時別の週刊誌でスキャンダル的に報じられた）
- 若い頃は「勝気で男勝りだが可愛らしい」という役柄を得意としており、「さかなちゃん」「ムー」「青春ド真中!」「美女シリーズ」などは同様路線での出演が続いた。（2007年の舞台「松井誠奮闘公演」でひさしぶりに男勝りの大工の親方を演じている）
- 土曜ワイド劇場には初期の頃から出演している稀有な存在であった。
- デビュー当初は天知茂の事務所アマチプロゼに所属。1980年に担当マネージャーであった吉川愛美と独立して現在の所属事務所でもある愛企画に移籍した。愛企画には宅麻伸も所属している。
- 亡夫のケン影岡はヌード写真を得意としていたが、70年代初期には日本のロックバンドのアルバムジャケットも多く手がけている。

## 出演

### 映画
- 暴力金脈（1975年）*森田めぐみ名義
- 強盗放火殺人囚（1975年）*森田めぐみ名義
- 坊っちゃん（1977年）
- 残照（1978年）
- 夏の別れ（1981年）
- せんせい（1983年）
- アイ・ラブ・ユー（1999年）
- デコトラの鷲 会津・喜多方・人情街道!（2004年）

### テレビドラマ
本項における「NET」は日本教育テレビ、「ANB」は全国朝日放送で、現在のテレビ朝日の前身にあたる局で、また、「12ch」は東京12チャンネルであり現在のテレビ東京の前身にあたる。
- プレイガールQ 第40話「暴力刑事罷り通る」（1975年、12ch/東映） - 栄子（クレジットは本名の平松恵実）
- 特別機動捜査隊（NET / 東映）
  - 第728話「女と祭」（1975年） - 田村奈美
  - 第740話「汚れた18歳」（1976年） - 松尾啓子
  - 第746話「愛憎の炎」（1976年） - 昭子（エンディングにクレジットはあるが実際には出演シーンなし）
- 非情のライセンス第2シリーズ（NET / 東映）
  - 第55話「兇悪の花道」（1975年） - 堀田美樹
  - 第86話「兇悪の流転」（1976年） - 岩崎留美子
- 少年探偵団 (BD7)第26話「黄金仮面の謎」（1976年、NTV） - 綾小路
- 事件ファイル110 甘ったれるな（1976年、TBS）- 少年課の婦人警官役でレギュラー出演
- ポーラテレビ小説（TBS）
  - さかなちゃん（1976年） - 倉田キヨ
  - 元気です!（1980年） - 長浜ハナ
- ムー（1977年、TBS）
- 土曜ワイド劇場　（ANB）
  - 江戸川乱歩の美女シリーズ<天知茂版>（1977年 - 1982年） - 文代
  - 西村京太郎トラベルミステリー 東北新幹線やまびこ5号の殺意（1994年） - 広川友子
  - 法医学教室の事件ファイル（1994年 - 2014年） - 村中葉子
  - 夏樹静子作家生活40周年記念作品・天使が消えていく（2010年10月30日、朝日放送） - 松角文江 役
- せい子宙太郎‐忍宿借夫婦巷談（1977年 - 1978年、TBS）
- 兄弟刑事（1977年 - 1978年、CX系） - 葉山都史子
- 青春ド真中!（1978年、NTV） - 村上かおる
- 愛人（1978年、CX） -宮寺幸子
- ムー一族（1978年、TBS）
- 孤独の賭け（1978年 - 1979年、12ch） - 乾百子
- 鉄道公安官（1979年 - 1980年、ANB） - 八木和子
- 父母の誤算（1981年、TBS） - 高井恭子
- 江戸の用心棒 第25話「男づくしの江戸の華」（1981年、CX）
- 斬り捨て御免! 第2シリーズ 第9話「女渡り鳥凶状旅」（1981年、12ch） - お照
- ひまわりの歌 第1話（1981年、TBS）
- イエスとノンの物語（1982年、THK）
- 峠の群像（1982年、NHK） - 堀部ホリ
- 暴れん坊将軍シリーズ（ANB / 東映）
  - 暴れん坊将軍II 第2話「紅蓮の炎に鬼を見た!」（1983年） - お糸
  - 暴れん坊将軍III 第60話「散るは望郷はぐれ花!」（1989年） - おあき(おせん)
- 高校聖夫婦（1983年、TBS） - 安西泰子
- 壬生の恋歌 第11話「湖の宿」（1983年、NHK） - 明里
- 月曜ワイド劇場 / 暴力少年 愛する息子よ、死んでくれ!（1983年、テレビ朝日）
- 泣くなセン!燃える男 星野仙一物語（1988年、TBS）
- 青春オーロラ・スピン スワンの涙（1989年、CX）
- 夏色の天使（1989年、TBS）
- 京都サスペンス「ほたる式部秘抄」（1989年、KTV）
- 家族って（1990年、TBS）
- HOTEL シーズン１（1990年、TBS）第9話
- HOTEL シーズン４（1995年、TBS）第10話
- スチュワーデスの恋人（1994年、TBS）
- 火曜サスペンス劇場
  - 「小京都ミステリー19」（1997年） - 原田邦子
  - 「京都金沢殺人事件シリーズ4」（2003年） - 二見医師
- ドラマ30
  - しおり伝説～スター誕生～（1999年、CBC）
  - 幼稚園ゲーム（2001年、CBC）
  - 湯けむりウォーズ（2005年、CBC）
- 3年B組金八先生 第7シリーズ（2004年、TBS） - 飯島昌恵
- 金曜プレステージ / 浅見光彦シリーズ32・箱庭（2008年、CX）
- 水戸黄門第39部 第2話「母の一念関所を破る！・箱根」（2008年10月20日、TBS）
- 月曜ゴールデン（TBS）
  - 「おんな風来マジシャン・マリコの殺人事件簿」（2010年2月8日） - 風間美佐江
  - 「十津川警部シリーズ51」（2014年1月13日） - 相原樹里
- 渡る世間は鬼ばかり / 第10シリーズ第43回（2011年8月25日、TBS） - 桜田恵子
- ヤアになる日〜鳥羽・答志島パラダイス〜（2012年9月30日、NHK BSプレミアム） - 岩波亜砂子
- 嵐の涙〜私たちに明日はある〜（2016年、THK）
- 3年VR組（2023年3月27日、関西テレビ）[6]

### Webドラマ
- FLOWER SHOP DIARY 第2話 お父さんの贈り物（2009年11月、レコチョク・music.jp・dwango.jp、ユニバーサルJFilm） - 由紀子 役

### CM
- 昭和産業
  - 天ぷら粉
  - ギフトセット（ジャンボ尾崎と共演）

### PV
- GLAY 『Eternally』